# Область Василиси
Область Василиси (лат. Vasilisa Regio) — ділянка поверхні Венери, розташована в екваторіальній області планети. Названа на честь однієї з героїнь російських народних казок у 1997 році. Координати центра — 11°00′ пд. ш. 332°00′ сх. д. / 11.0° пд. ш. 332.0° сх. д.

## Географія
На південному заході від Області Василиси розташована область Діони , на сході — рівнина Канікей , на півночі — велика рівнина Ґвіневери, на північному заході — рівнина Навки.
В області й на її околицях розташовано ряд геологічних структур. До їх числа відносяться: пасмо Хадне , вінець Пугос, борозна Магури , пагорби Чернави.

## Історія вивчення
22 липня 1972 року в області Василиси відбулася м'яка посадка радянського космічного апарата «Венера-8». Він передав на Землю ряд відомостей про планету.
У 1997 році було офіційно затверджено назву цієї ділянки венеріанської поверхні.